# 川邊一外

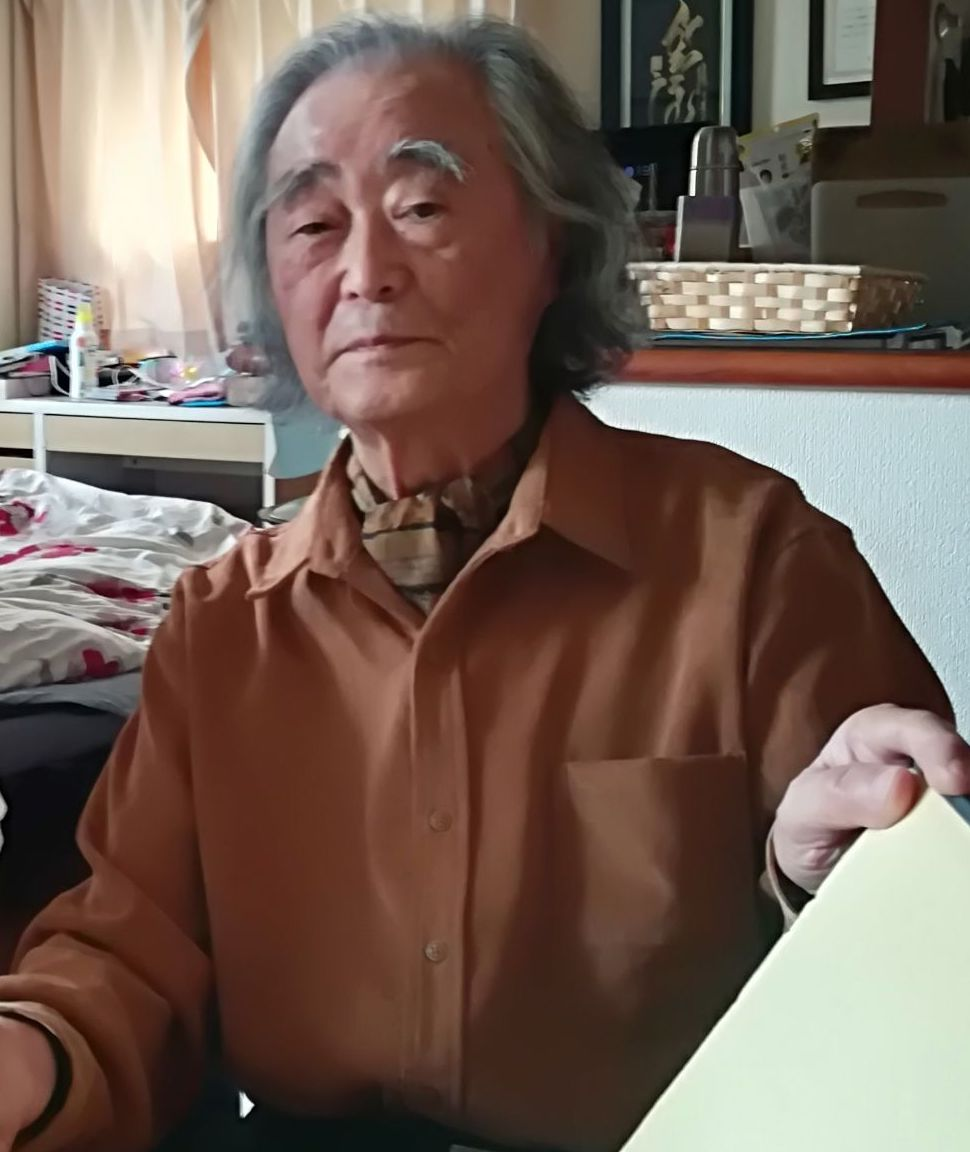
福岡の自宅でインタビュー中の川邊 一外（2022年）

川邊 一外（かわべ かずと、1931年 〈昭和6年〉10月28日 - ）は日本の脚本家、ゲームシナリオライター。
松竹シナリオ研究所所長や、立命館大学映像学部客員教授などを務めた。日本地方新聞協会ブロンズ賞秀作賞受賞。

## 経歴
東京府出身。1954年に一橋大学社会学部を卒業し、松竹大船撮影所に入所。演出助手室に所属。堀内真直に師事。
映画『007は二度死ぬ』チーフ助監督を経て、1981年から松竹シナリオ研究所専任講師を務めるとともに、映画『生徒諸君!』の脚本などを執筆。
1987年松竹シナリオ研究所所長。1995年日本地方新聞協会ブロンズ賞秀作賞受賞。1999年日本大学芸術学部映画学科講師、2007年立命館大学映像学部客員教授。この間ロールプレイングゲーム『玉繭物語』シナリオ原作などのゲームシナリオも執筆。門下にゲームクリエイターの郷田努など。

## 著書
- 『ゲームシナリオ作法』新紀元社 (1999/10/29)
- 『ゲームシナリオのドラマ作法』新紀元社 (2005/12/20)
- 『シナリオ別冊 ストーリー工学 「物語」を「創る」』シナリオ作家協会(2007/1/30)
- 『ゲームシナリオ創作指南』新紀元社 (2014/3/27)
- 『シナリオ創作演習１２講』Amazon Services International, Inc.(2014/9/17)
- 『ドラマとはなにか？: ストーリー工学入門』マルヨンプロダクション(2014/11/25)
- 『わが青春 松竹大船撮影所』Amazon Services International, Inc.(2015/6/14)